# 県立黒山自然公園
県立黒山自然公園(けんりつくろやましぜんこうえん)は、埼玉県比企郡ときがわ町・入間郡越生町・入間郡毛呂山町にある県立自然公園。

## 概要
外秩父の山並みが丘陵に移り変わる境で、史跡と名所に富んだ公園であり、こけむした古仏がたたずむ峠路、山ひだに秘められた黒山三滝、鎌北湖などがある。公園面積は9,420.2ha。

## 沿革
- 1951年（昭和26年）3月9日 - 自然公園指定。

## 区域
区域は越生町、毛呂山町の一部、ときがわ町ほぼ全域。自然公園は、景観によって「特別地域」と「普通地域」に分けられ、その区分によって自然環境を守るための規制がそれぞれ定められている。

## 指定区域内の見所
- 越生梅林 -  関東三大梅林の1つ。
- 黒山三滝
- 獅子ヶ滝[2]